# Couplage de Hiyama
Le couplage de Hiyama est une réaction de couplage entre un organosilane et un halogénure organique ou un triflate, catalysée par du palladium parfois assisté par du nickel. Ce couplage a été décrit pour la première fois par Yasuo Hatanaka et Tamejiro Hiyama en 1988.
Dans la publication initiale de 1988, le 1-iodonaphtalène réagit avec le triméthylvinylsilane pour produire le 1-vinylnaphtalène avec une catalyse au chlorure d'allylpalladium.

## Intérêts
Cette réaction dispose de plusieurs avantages. Elle a un faible impact environnemental, permet une forte économie d'atomes, et permet une manipulation moins dangereuse que les réactions de couplage utilisant des organozinciques, des organoboranes ou des organostannanes.

## Mécanisme
Le couplage de Hiyama est initié par l'activation de la liaison C-Si grâce au fluorure, qui fait passer le système par un silicium hypervalent. Sans la présence d'agent fluorant, le composé organosilane est trop stable pour réagir.
Le mécanisme réactionnel passe par les étapes classiques d'addition oxydante, transmétallation, trans-cis isomérisation et élimination réductrice.

## Amélioration
L'une des améliorations apportées est la préparation in situ du vinylsilane à partir d'un alcène terminal et de tetraméthyldisiloxane ou d'hexaméthylcyclotrisiloxane.
Une autre extension consiste à assister la catalyse par du chlorure de nickel, du LiHMDS et de la phénylpropanolamine avec le fluorure de césium comme source de fluorure.